# Japan Animator Expo
Japan Animator Expo lub Japan Anima(tor)'s Exhibition (jap. 日本アニメ（ーター）見本市 Nihon Animētā Mihon'ichi) – seria tygodniowych web anime wydawana we współpracy pomiędzy studiem Khara a firmą Dwango. Składają się na nią krótkie odcinki różnych twórców i o różnej tematyce. Projekt rozpoczął się 7 listopada 2014 roku i był globalnie udostępniany w serwisie Niconico. Od grudnia 2018 roku strona internetowa projektu wraz ze wszystkimi materiałami została zamknięta, zaś twórcy zapowiedzieli udostępnienie serii na nowo już w nowej domenie. 

## Produkcja
Projekt został po raz pierwszy zapowiedziany przez Hideaki Anno w trakcie Międzynarodowego Festiwalu Filmowego w Tokio. W założeniu miał on umożliwić nowym twórcom dotarcie do jak najszerszej widowni. Logo projektu przygotował Hayao Miyazaki. Do wszystkich postaci głosu użyczyli Kōichi Yamadera oraz Megumi Hayashibara. 

## Lista odcinków
| # | Tytuł | Reżyser                         | Premiera                                                      |
| --- | --- | ------------------------------- | ------------------------------------------------------------- |
| 1 | The Dragon Dentist Ryū no Haisha (龍の歯医者) | Ōtarō Maijō                     | 7 listopada 2014                                              |
| Młoda dziewczyna podejmuje się trudnego zdania czyszczenia zębów u smoków. | |                                 |                                                               |
| 2 | HILL CLIMB GIRL | Azuma Tani                      | 14 listopada 2014                                             |
| Hinako, miłośniczka jazdy na rowerze, wyzywa jednego z kolegów na udział w wyścigu. | |                                 |                                                               |
| 3 | ME!ME!ME! | Hibiki Yoshizaki                | 21 listopada 2014                                             |
| Teledysk do utworu o tej samej nazwie w wykonaniu TeddyLoid i Daoko. | |                                 |                                                               |
| 4 | Carnage | Akira Honma                     | 28 listopada 2014                                             |
| Kobieta bez jednej ręki i z mroczną przeszłością szuka zemsty na konkretnej osobie. | |                                 |                                                               |
| 5 | Yoshikazu Yasuhiko & Ichiro Itanō: Collection of Key Animation Films Yasuhiko Yoshikazu Itano Ichirō Gensatsu-shū (安彦良和・板野一郎原撮集)                                                                                       | Yoshikazu Yasuhiko Ichirō Itano | 5 grudnia 2014                                                |
| Porównanie klatek kluczowych do gotowej animacji odcinków 1, 13, 17 i 22 serialu Kidō Senshi Gundam. | |                                 |                                                               |
| 6 | 20min Walk From Nishi-Ogikubo Station, 2 Bedrooms, Living Room, Dining Room, Kitchen, 2mos Deposit, No Pets Allowed. Nishi-Ogikubo-eki Toho 20-bu, 2 LDK, Shikirei 2 Kagetsu, Petto-fuka (西荻窪駅徒歩20分2LDK敷礼2ヶ月ペット不可) | Mahiro Maeda Takeshi Honda      | 12 grudnia 2014                                               |
| Dziewczyna odkrywa, że znajduje się w pokoju zmniejszona do rozmiarów owada. | |                                 |                                                               |
| 7 | until You come to me. | Tadashi Hiramatsu               | 19 grudnia 2014                                               |
| Krótka animacja dziejąca się po wydarzeniach z filmu Evangelion: 3.0 You Can (Not) Redo. | |                                 |                                                               |
| 8 | Tomorrow From There. Sokokara no Ashita. (そこからの明日。) | Akemi Hayashi                   | 9 stycznia 2015                                               |
| Krótki teledysk przedstawiający historię młodej kobiety, która przeprowadza się do wielkiego miasta. | |                                 |                                                               |
| 9 | Electronic Superhuman Gridman: boys invent great hero Denkō Chōjin Guriddoman boys invent great hero (電光超人グリッドマン boys invent great hero)                                                                                 | Akira Amemiya                   | 16 stycznia 2015                                              |
| Takeshi Todo, antagonista serii Denkō Chōjin Gridman, wspomina bitwy Gridmana przed transformacją do Gridman Sigma.                                                                                             | |                                 |                                                               |
| 10 | Yamadeloid Yamaderoido (ヤマデロイド) | Takashi Horiuchi Masahiro Emoto | 23 stycznia 2015                                              |
| Zaśpiewam z całago mojego serca. | |                                 |                                                               |
| 11 | POWER PLANT No.33 | Yasuhiro Yoshiura               | 30 stycznia 2015                                              |
| Tajemniczy robot niszczy miasto uwalniając energię, która budzi uśpionego giganta. | |                                 |                                                               |
| 12 | Evangelion: Another Impact | Shinji Aramaki                  | 6 lutego 2015                                                 |
| Historia aktywacji kolejnego mecha Evangeliona. | |                                 |                                                               |
| 13 | Kanón | Mahiro Maeda                    | 13 marca 2015                                                 |
| Krótka animacja oparta na powieści Adam Stvořitel autorstwa Karela Čapki. | |                                 |                                                               |
| 14 | Sex&VIOLENCE with MACHSPEED | Hiroyuki Imaishi                | 20 marca 2015                                                 |
| Rekin detektyw Machspeed, jego seks-lalka Sex oraz małpi giermek Violence muszą poradzić sobie z niezwykłym klientem.                                                                                           | |                                 |                                                               |
| 15 | Obake-chan (おばけちゃん) | Shigeto Koyama                  | 27 marca 2015                                                 |
| Miło Cię poznać, jestem duchem. | |                                 |                                                               |
| 16 | Tokio of the Moon's Shadow Tsukikage no Tokio (おばけちゃん) | Mizuno Takanobu                 | 6 kwietnia 2015                                               |
| Tokio, jeden z ośmiu strażników Układu Słonecznego, poznaje przez krótkofalówkę ślepą dziewczynę Setsuko i zakochuje się w niej.                                                                                | |                                 |                                                               |
| 17 | Three Fallen Witnesses Sanbon no Shōgensha (三本の証言者) | Satoru Utsunomiya               | 13 kwietnia 2015                                              |
| Wezwano kilku świadków, ale ich zeznania są kwestionowane. | |                                 |                                                               |
| 18 | The Diary of Ochibi Ochibi-san (オチビサン) | Masashi Kawamura                | 20 kwietnia 2015                                              |
| Podróż przez cztery pory roku z Ochibi. Na podstawie mangi Moyoco Anno o tym samym tytule. | |                                 |                                                               |
| 19 | I can Friday by day! | Kazuya Tsurumaki                | 4 maja 2015                                                   |
| Uczennica jest również okrętem wojennym pilotowanym przez małe zwierzaki. | |                                 |                                                               |
| 20A | ME!ME!ME! CHRONIC feat.Daoko/TeddyLoid | Hibiki Yoshizaki                | 1 maja 2015                                                   |
| Teledysk do remixu piosenki 'ME!ME!ME!'. | |                                 |                                                               |
| 20B | (Making of)evangelion: Another Impact | Masaru Matsumoto                | 1 maja 2015                                                   |
| Rzut oka na proces tworzenia Evangelion: Another Impact. | |                                 |                                                               |
| 21 | Iconic Field Gūzō Sen'iki (偶像戦域) | Ikuto Yamashita                 | 11 maja 2015                                                  |
| Ludzie żyjący na gwieździe podobnej do Ziemi utworzyli cywilizacje, które rozpoczęły wojnę. Jednak gwiazda, na której żyją, skrywa nieznany im sekret.                                                          | |                                 |                                                               |
| 22 | On a Gloomy Night Ibuseki Yoruni (イブセキヨルニ) | Tadashi Hiramatsu               | 15 maja 2015                                                  |
| Rewolucyjny premier liberalizuje Japonię i wypełnia obietnice złożone wyborcom. | |                                 |                                                               |
| 23 | Memoirs of Amorous Gentlemen Bikachō Shinshi Kaikoroku (鼻下長紳士回顧録) | anonimowy                       | 18 maja 2015                                                  |
| Adaptacja mangi Moyoco Anno o tym samym tytule. | |                                 |                                                               |
| 24 | Rapid Rouge Shinsoku no Rouge (神速のRouge) | Daisuke Onizuka                 | 29 maja 2015                                                  |
| Rewolucjoniści Yatsushimy próbują ocalić swojego mistrza, który się poddał. | |                                 |                                                               |
| 25 | Hammerhead Hanmāheddo (ハンマーヘッド) | Ōtarō Maijō Mahiro Maeda        | 25 lipca 2015 (prapremiera) 31 lipca 2015 (online)            |
| Zatłucz go na śmierć. Błagam, uderz, zmiażdż i zabij go. | |                                 |                                                               |
| 26 | COMEDY SKIT 1989"Conte (Hitman) 1989 Konto (Koroshiya) 1989 (コント（ころしや）1989) | Kazuto Nakazawa                 | 25 lipca 2015 (prapremiera) 7 sierpnia 2015 (online)          |
| Hołd dla komediowego skeczu z ery Showa. | |                                 |                                                               |
| 27 | Bubu & Bubulina Bubu to Buburīna (ブブとブブリーナ) | Takashi Nakamura                | 25 lipca 2015 (prapremiera) 14 sierpnia 2015 (online)         |
| Bubu i Bubulina to siostry wciągnięte w historię o smutnym duchu, którego niespełnionym marzeniem było zatańczyć przed publicznością.                                                                           | |                                 |                                                               |
| 28 | ENDLESS NIGHT | Sayo Yamamoto                   | 21 sierpnia 2015                                              |
| Animacja powstała we współpracy z jedynym japońskim choreografem łyżwiarstwa figurowego Kenji Miyamoto oraz rysowniczka mang i łyżwiarką figurową Atsushi Kamijo.                                               | |                                 |                                                               |
| 29 | BUREAU OF PROTO SOCIETY Hisutorī Kikan (ヒストリー機関) | Yasuhiro Yoshiura               | 1 sierpnia 2015 (prapremiera) 28 sierpnia 2015 (online)       |
| W odległej przyszłości ludzkość żyje zamknięta w schronach będąc pod pełną kontrolą. Codziennie członkowie Biura ds. Ochrony Społeczeństwa debatują nad przyczynami upadku przy dawnych filmach dokumentalnych. | |                                 |                                                               |
| 30 | The Ultraman Za Urutoraman (ザ・ウルトラマン) | Akitoshi Yokoyama               | 1 sierpnia 2015 (prapremiera) 4 września 2015 (online)        |
| Bazuje na mandze Mamoru Uchiyamy o tym samym tytule oraz serii telewizyjnej tokusatsu. | |                                 |                                                               |
| 31 | GIRL | Hibiki Yoshizaki                | 11 września 2015                                              |
| Teledysk do piosenek Samishii Kamisama oraz Yumemiteta no Atashi, napisanych przy współpracy Hideya Kojimy. | |                                 |                                                               |
| 32 | Neon Genesis IMPACTS Shin Seiki Inpakutsu (新世紀いんぱくつ。) | Yūhei Sakuragi                  | 18 września 2015                                              |
| Haruka, Izumi i Ayako mają zostać wkrótce rozdzielone podczas ewakuacji miasta. Aby tego uniknąć Haruka składa Izumi pewną propozycję.                                                                          | |                                 |                                                               |
| 33 | "Ragnarok"Hello from the Countries of the World Sekai no Kuni kara Konnichi wa (世界の国からこんにちは) | Kazuyoshi Katayama              | 25 września 2015                                              |
| Japoński robot reprezentacyjny, prezentowany na wystawie w Odaibie, w wyniku awarii wymyka się spod kontroli. Na prośbę japońskiego rządu roboty z USA i Rosji wyruszają, by go powstrzymać.                    | |                                 |                                                               |
| 34 | Robot on the Road Kabi no Robo kara (旅のロボから) | Hiroyuki Okiura                 | 2 października 2015                                           |
| Uczucie spotkania i pożegnania z tamtej podróży. | |                                 |                                                               |
| 35 | Cassette Girl Kasetto Gāru (カセットガール) | Hiroyasu Kobayashi              | 9 października 2015                                           |
| Rok 20XX, świat jest okryty głębokim śniegiem. W tym świecie, ludzie ciemnej, głębokiej zimy zarządzali wszystkimi [MEDIAMI].                                                                                   | |                                 |                                                               |
| extra | Mobile Police Patlabor Reboot Kidō Keisatsu Patoreibā REBOOT (機動警察パトレイバーREBOOT) | Yasuhiro Yoshiura               | 15 października 2016 (prapremiera) 23 listopada 2016 (online) |
| Nie jesteśmy bohaterami w robo-anime show. Jako oficerowie policji, chronimy miasto i jego mieszkańców. | |                                 |                                                               |